# Brachylomia onychina
Brachylomia onychina là một loài bướm đêm trong họ Noctuidae.